# Душан Попов
Душан „Душко“ Попов (Тител, 10. јул 1912 — Опио, 10. август 1981) био је српски и југословенски правник, резервни интендантски потпоручник, обавештајац, троструки агент који је радио за Другу управу генералштаба Југословенске војске, Абвер и MI6 током Другог светског рата. Имао је тајно (кодирано) име Трицикл (енгл. Tricycle), а тако се истовремено називала и шпијунска мрежа у коју је он био укључен. Према Нешенел Инквајеру, аутор Ијан Флеминг по угледу на њега засновао је познати лик тајног агента Џејмса Бонда.

## Биографија

### Детињство и младост
Рођен је 1912. године у Тителу. Потиче из богате породице српских трговаца, од деде Омера и оца Милорада Поповог, пореклом из Драгутинова, данашњег Новог Милошева. Док је био врло млад, породица му се преселила у Дубровник. Његов богати отац је инсистирао да Душко похађа најбоље школе. Похађао је најбоље школе у Дубровнику, али убрзо су га послали у интернат у Енглеској. Ипак, средњу школу је завршио у Паризу. Право је завршио у Београду, а у Фрајбургу је 1936. уписао постдипломске студије. Захваљујући томе, врло рано је савладао француски, немачки и енглески језик. Током школовања, страст су му били брзи аутомобили и жене, а стекао је и велик број пријатеља који су касније дошли на високе положаје, како у Енглеској и Француској, тако и у нацистичкој Немачкој. У Хамбургу је упознао Јохана Јебсена, богатог младића са којим је постао близак пријатељ.
У Немачкој су у то време почели прогони Јевреја, што је ужасавало Попова. Попов и Јебсен су пркосили нацистима и пили кафе у јеврејским локалима. Дан пошто је докторирао (тј. дипломирао медицину?), одали су га и Гестапо га је ухапсио. Душков отац је чуо вест о синовљевом хапшењу и потегао везе у влади Краљевине Југославије. Нацисти су ослободили Попова, који бива протеран из Немачке.
Његов брат др Иван Попов такође се бавио шпијунским активностима.

### Други светски рат
После избијања Другог светског рата, и Немачка и Уједињено Краљевство су почели да регрутују тајне агенте широм Европе. Попов је за то време водио адвокатску фирму у Дубровнику. На дан 4. фебруара 1940. примио је телеграм од Јебсена који је затражио да се сретну у Београду. Ту му је Јебсен саопштио да је постао двоструки агент који номинално ради за Абвер, немачку војну обавештајну службу, а заправо за британски МИ6 и позвао Попова да му се придружи. Попов је понудио своје услуге Британцима у британској амбасади у Београду. Ту су га послали у службу за издавање пасоша, која је заправо била штаб МИ6. МИ6 је два дана испитивао Попова пре него што су га прихватили.
На првом састанку са Абвером, Попов је лагао да има утицајне познанике у Енглеској. Абвер му је организовао фиктивно предузеће за трговину Југославије са Уједињеним Краљевством и поставио Јебсена као Поповљевог руководиоца. Задатак Попова је био да извештава о снази и моралу британске војске. МИ6 је пружао Попову лажне извештаје које је он даље прослеђивао Абверу. Абвер је такође без Поповљевог знања, врбовао и дугогодишег шофера његове породице да прати Попова. Возач је био познат по лењости и Попову је било сумњиво што се он добровољно јавио да га вози. Након што је Јебсен открио да је возача врбовао Абвер, Попов је био принуђен да га убије да његова двострука улога не би била откривена. Званична полицијска истрага је закључила да је возач убијен у неуспешној пљачки, па се Попов извукао.
Попов је временом стекао Абверово поверење, који је одлучио да га у новембру пошаље у Лондон да прошири мрежу немачких агената, која је требало да олакша планирану немачку инвазију Велике Британије. Пре него што би дошао у Лондон, морао је да оде у Лисабон, који је тада био врло жив центар шпијунаже. Његове међународне пословне активности обезбедиле су му параван за посете неутралној Португалији, која је била повезана са Великом Британијом слабашним цивилним ваздушним саобраћајем скоро све време рата. У Лисабону га је сачекала Елизабет Сарба, немачки агент, која га је одвела до свог претпостављеног Лудовика фон Кастрофа (право име Кремер фон Ауенроде). Како је фон Кастроф такође потицао из аристократске породице и делио страст према женама, Попов је стекао његово поверење. Португалија и Шпанија су биле такође безбедна места за сусрете са Јебсеном, који је Попова обавештавао о напретку рата и стању у Немачкој, нелојалности у Абверу и микротачки, техници сакривања порука.
Абвер га је 20. децембра 1940. послао у Лондон, тада свакодневну мету бомбардовања Луфтвафеа. У лондонском хотелу Савој га је чекао Т. А. Робертсон, који је водио службу Дупло Икс (даблкрос - превара на енглеском) чија је одговорност била надзор двоструких агената. Робертсонов задатак је био да оцени поузданост Попова. Пошто је стекао поверење службе, Попов је прошао обуку. На дочеку Нове године у стану шефа МИ6 Стјуарта Мензиса, Попов је упознао Фридел Гартнер, згодну кабаретску уметницу и, непознато њему, агента МИ6 под кодним именом „Желатин“. Пре него што ће се вратити у Лисабон, поручник Јуен Матегју, члан службе Дупло Икс, морао је да осмисли уверљиву причу која ће убедити Абвер да је Попов у Лондону шпијунирао за Немце. Одао му је имена тројице лордова за које су Британци знали да су симпатизери нациста. Попов се у Лисабон вратио 2. јануара 1941.
По повратку у Лисабон, Попов је фон Кастрофу пренео податке о новом лажном британском ловцу по називу „бофајтер“. Абвер је желео што више информација о бофајтеру, па је Попов константно живео на релацији Лондон-Лисабон и користио прилику да Абверу достави много лажних података, као нпр. лажна минска поља у Ламаншу. Његов боемски начин живота је узбуњивао његове надређене у МИ6, који су одредили Фридел Гартнер да му буде пратилац. У Лисабону његов пратилац је био Ијан Флеминг. Флеминг је касније сусрете Попова са немачким агентима у казину хотела Паласио искористио као једну од инспирација за лик Џејмса Бонда. Од фон Кастрофа Попов је добио нов задатак да сакупи информације о САД и оснује шпијунску мрежу. Пошто је убедио Абвера да у Енглеској постоји мрежа немачких агената које Попов финансира из свог џепа, Абвер је пристао да надокнађује његове трошкове. Попов је планирао да тај новац „опере“ и пошаље МИ6, чиме би Абвер посредно финансирао акције својих непријатеља. Ми6 је овај план назвао операција Мида.

### Напад на Перл Харбор
Напомена: ова тема још увек није разјашњена. Ова верзија је из угла Душка Попова
Пре одласка у САД, Попов је последњи пут ступио у контакт са Јебсеном, који му је открио да је Абвер тражио да у име Јапанаца оде у луку Таранто у Италији и сазна зашто је британски напад на Таранто из ваздуха био врло успешан. Испоставило се да је то био први напад са носача авиона у историји. Пошто су Немци тражили детаљне податке о америчкој морнаричкој бази Перл Харбор, Попов је схватио да Јапанци планирају напад на Перл Харбор.
Чим је стигао у Вашингтон, Попов је отишао у седиште ФБИ-ја да обавести Американце о могућем нападу на Перл Харбор. Шеф ФБИ Џон Едгар Хувер ја сматрао Попова непоузданим због његове двоструке улоге и одбио је да га прими. Уместо тога, послао је екипу агената да га испита. Американце је више интересовала техника микротачке, али не и упозорење о Перл Харбору. Разочаран због америчког неповерења, Попов је у потпуности занемарио свој главни задатак - снабдевање Абвера лажним подацима и препустио се боемском животу. У Њујорку је поново срео Симон Симон, холивудску звезду, коју је упознао у Паризу пре рата. Са њом је отпочео везу, појављивао се са њом на забавама у Њујорку. Полако је остајао без новца који су му Немци дали, а она је финансирала његов животни стил.
Дана 24. септембра Хувер је позвао Попова на састанак у канцеларији ФБИ у Њујорку. Како је Хуверу била позната репутација Попова као озлоглашеног женскароша, па је сматрао да је Попов заправо дошао да шпијунира Американце како би Немци даље финансирали његов стил живота, па је зато игнорисао информације које му је Попов доставио.
Убрзо након тога Попов је примио телеграм из Лисабона од фон Карстрова, који је захтевао да се Попов сретне са Елизабет Сарбом и агентима Абвера у Рио де Жанеиру. Немце је интересовало зашто Американци траже руде уранијума у Јужној Америци. Попов није знао да су Немци и Американци већ били у трци да први произведу нуклеарно оружје. Вест о јапанском нападу на Перл Харбор Попов је примио на повратку бродом за САД.
У међувремену британски обавештајци су дешифровали тајну шифру коју су Немци користили за комуникацију. Такође су открили преписку о Попову из Абвера. Пошто се Попов није јављао недељама након сусрета из Рија, Немци су постали сумњичави. Британци нису смели да јаве Попову да је шифра разбијена, па су се уздали да ће се извући када се буде вратио у Лисабон. Попова су у Лисабону о његовој неактивности о САД испитивали фон Кастров и још један агент Абвера. Попов је остао миран и правдао се Немцима. Британски обавештајци су два дана касније пресрели немачку поруку у којој је писало да се Попову још увек може веровати. Абвер је дозволио Попову да се врати у Лондон.

### Операција Фортитјуд
До краја 1942. године ратна срећа се окренула против Немаца, па су Савезници почели да размишљају о искрцавању на тло Француске. Због тога су отпочели са операцијом Фортитјуд, у коју је био укључен и Попов, да убеде Немце да ће се инвазија извршити код Калеа или у Норвешкој. Када је последњи пут одлетео за Лисабон, Попов је фон Кастрову однео планове о инвазији са лажним подацима о броју и размештају савеничких војника. Британска обавештајна служба је 9. марта пресрела немачку поруку у којој су информације које је донео Попов оцењене поузданим. У Лисабону фон Кастров је упозорио Попова да се клони Лондона, јер Хитлер ускоро намерава да над њиме употреби ново немачко тајно оружје, летећу бомбу Фау 1.
Само неколико недеља пре операције Оверлорд, Гестапо је у Лисабону ухапсио Поповљевог пријатеља Јебсена. Британци су се забринули да ће Јебсен моћи одати Попова и угрозити искрцавање у Нормандији, али је било прекасно да се операција обустави. Иако га је Гестапо мучио, Јебсен није открио ни свој ни Поповљев идентитет.

## После рата
После завршетка Другог светског рата, Попов је престао да се активно бави обавештајним радом. Мемоари Душана Попова под насловом «Трицикл» објављени су 1974. године. Предговор је написао Евен Монтегју, његов сарадник и аутор књиге «Човек који није постојао».
Преминуо је 10. августа 1981. године у својој 69. години, остављајући иза себе жену и четири сина.
Попов је један од главних јунака романа Есторил, који је написао Дејан Тијаго Станковић.